# قصر إبراهيم باشا
قصر إبراهيم باشا (باللغة التركية: İbrahim Paşa Sarayı) هو قصر كان يقيم فيه الصدر الأعظم العثماني إبراهيم باشا الفرنجي. يقع هذا القصر في ميدان السلطان أحمد في منطقة الفاتح في مدينة إسطنبول في تركيا. وفي الوقت الحاضر يستخدم هذا القصر كمتحف الفنون التركية والإسلامية (باللغة التركية: Türk ve İslam Eserleri Müzesi).
كان اسم القصر في بداية الأمر قصر ميدان سباق الخيل أو (بالإنجليزية: Hippodrome Palace)‏ لأنه يقع في ميدان سباق خيل مدينة القسطنطينية، ولاحقاً أخذ القصر اسم صاحبه إبراهيم باشا (1494م – 1536م) الذي كان صدراً أعظماً للسطان سليمان القانوني.